# Eratoneura accita
Eratoneura accita är en insektsart som först beskrevs av Knull 1954.  Eratoneura accita ingår i släktet Eratoneura och familjen dvärgstritar. Inga underarter finns listade i Catalogue of Life.